# Fresse-sur-Moselle
Fresse-sur-Moselle ist eine französische Gemeinde mit 1662 Einwohnern (Stand 1. Januar 2022) im Département Vosges der Region Grand Est (bis 2015 Lothringen). Sie gehört zum Arrondissement Épinal und zum Gemeindeverband Ballons des Hautes-Vosges.

## Geografie

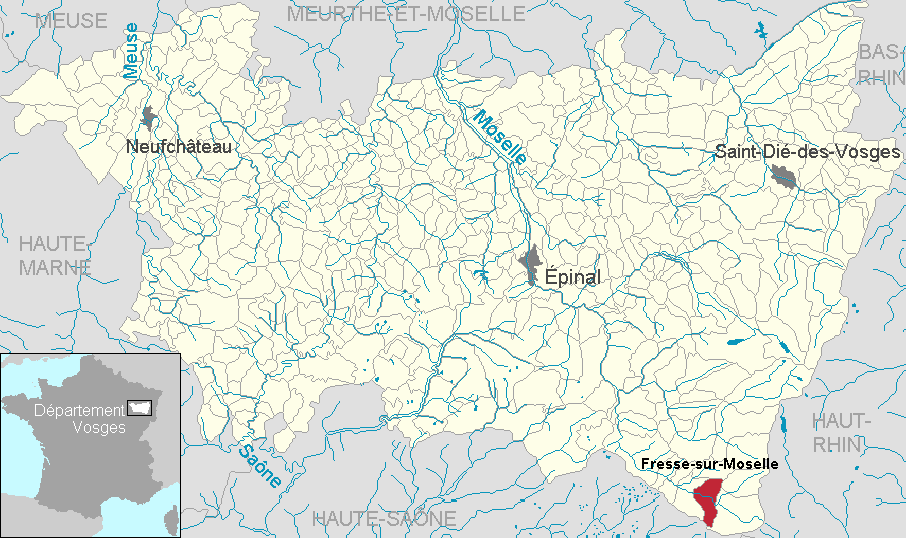
Lage der Gemeinde Fresse-sur-Moselle im Département Vosges

Die Gemeinde Fresse-sur-Moselle an der oberen Mosel liegt in den Vogesen im äußersten Südosten der historischen Region Lothringen und grenzt im Süden an die Region Bourgogne-Franche-Comté. Die nächstgrößere Stadt Remiremont ist 25 Kilometer entfernt.
Das Gemeindegebiet von Fresse-sur-Moselle erstreckt sich vom Tal der Mosel, das hier ca. 400 Meter breit ist, bis zu den Kammlagen nördlich und südlich des Ortes. Im Norden der Gemeinde erheben sich bis zu 1060 Meter hohe Berge, die höchste Erhebung im Gemeindegebiet wird mit 1190 Metern (Tête de Noireboche) im Süden erreicht. Hier liegt auch die Wasserscheide zum Einzugsgebiet der Saône. Im Gemeindegebiet münden zwei Gebirgsbäche, deren Täler tief in das Gebirge einschneiden, in die Mosel: von Norden der Ruisseau de la Colline de Fresse, von Süden der Ruisseau de la Prele.
Etwa die Hälfte des 18,4 km² großen Gemeindegebietes ist von Wäldern bedeckt, die zu den Forstarealen Bois de Maxéromont und Bois de la Fonderie gehören. Die Meereshöhe des Moseltales von über 500 Metern lässt kaum noch wirtschaftlichen Ackerbau zu, daher dominieren in Tal- und unteren Hanglagen Viehweiden.
Nachbargemeinden von Fresse-sur-Moselle sind Le Ménil im Norden, Bussang im Osten, Saint-Maurice-sur-Moselle im Südosten, Haut-du-Them-Château-Lambert im Südwesten sowie Le Thillot im Westen.

## Geschichte
Bereits in der Römerzeit führte der Weg von Metz nach Basel über das obere Moseltal und somit durch Fresse. Der Ort Fresse gehörte vor der Französischen Revolution zum Bann Ramonchamp
Nahe dem Ort wurde von 1550 bis 1750 Blei und Kupfer abgebaut.
Bis zur Mitte des 19. Jahrhunderts lebten die Einwohner von der Viehwirtschaft, daneben verdienten sich die Bauern als Holzfäller, Handwerker, Schreiner, Holzschuhmacher oder Gespannführer ihren Unterhalt.
Etwa um die Mitte des 19. Jahrhunderts änderte sich die Erwerbsstruktur in Fresse und in den umliegenden Gemeinden des oberen Moseltales, als kleine Spinnereien und Webereien entstanden. Die Textilindustrie erlebte ihren Niedergang in den 1970er Jahren.

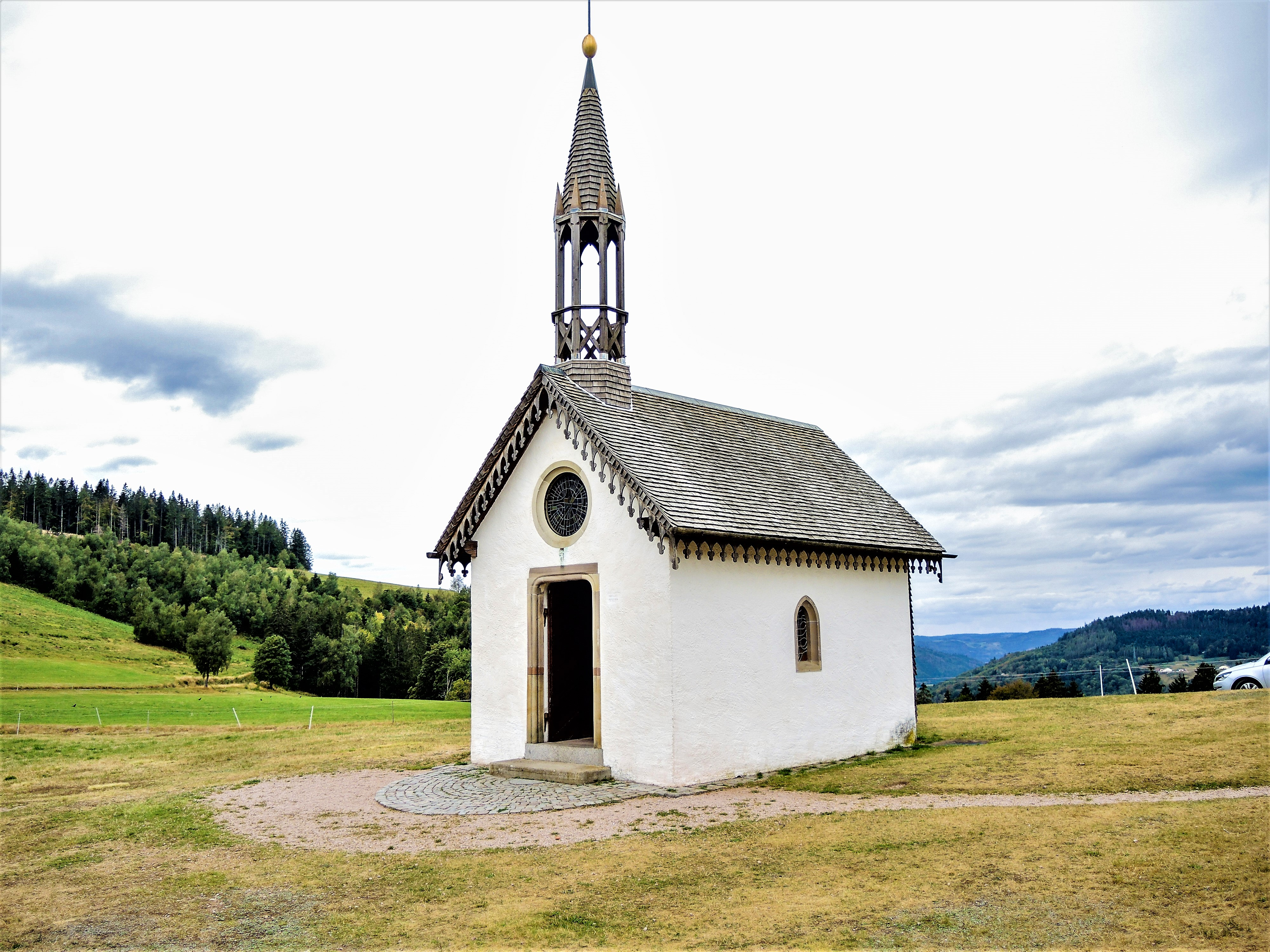
Chapelle des Vés

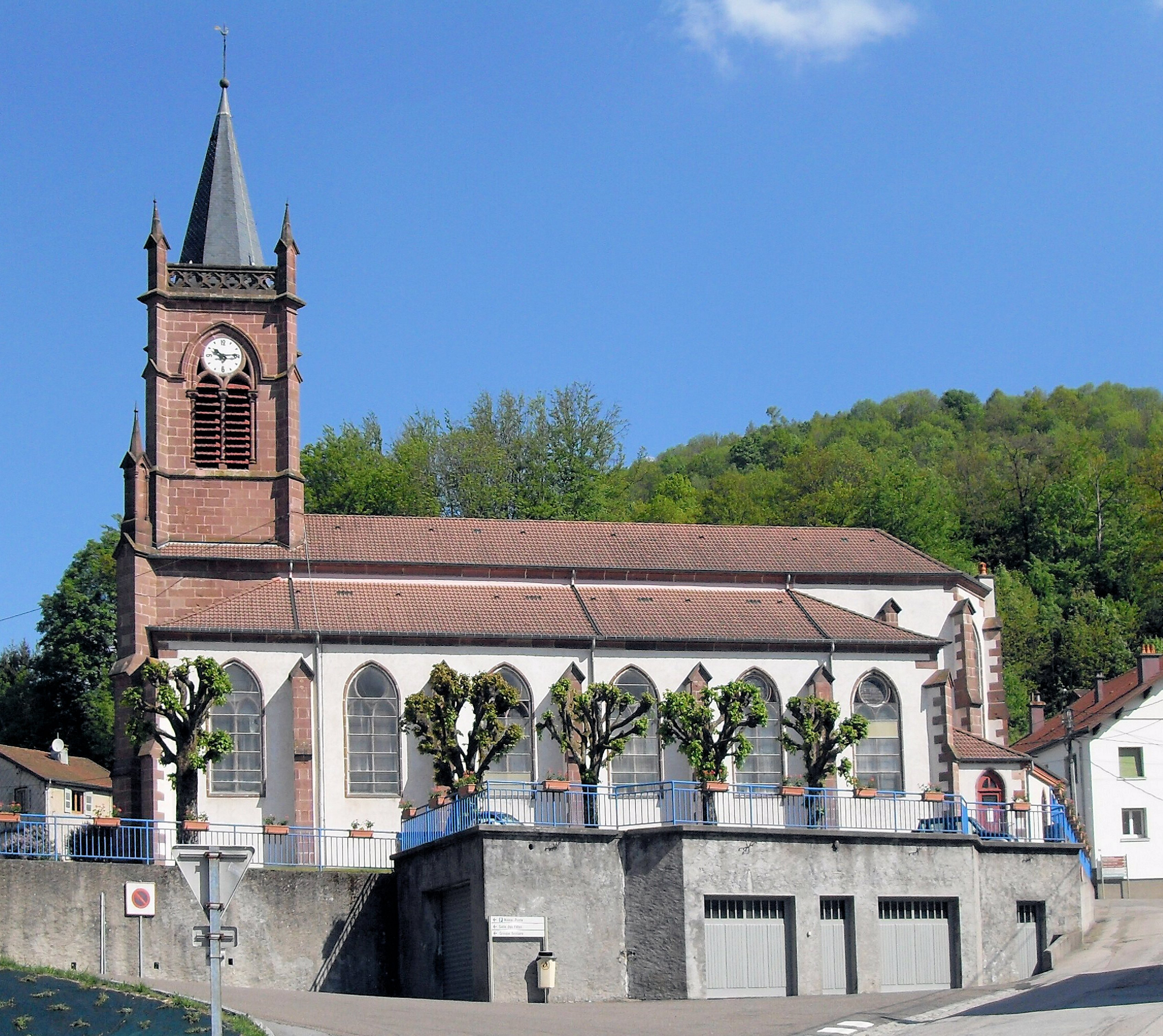
Kirche Saint-Brice

### Bevölkerungsentwicklung
| Jahr      | 1962 | 1968 | 1975 | 1982 | 1990 | 1999 | 2011 | 2021 |
| --------- | ---- | ---- | ---- | ---- | ---- | ---- | ---- | ---- |
| Einwohner | 1951 | 2102 | 2446 | 2471 | 2242 | 2176 | 1811 | 1691 |

Die Einwohnerzahlen der Gemeinde Fresse-sur-Moselle spiegeln Aufschwung und Niedergang der Textilindustrie an der oberen Mosel. Im Jahr 1982 wurde mit 2471 Bewohnern die bisher höchste Einwohnerzahl ermittelt. Die Zahlen basieren auf den Daten von cassini.ehess und INSEE.

## Sehenswürdigkeiten
- Kirche Saint-Brice aus dem Jahr 1860
- Chapelle des Vés aus dem Jahr 1863 in 767 Metern Höhe, die nach starken Beschädigungen im Zweiten Weltkrieg 1948 und 1997 restauriert wurde
- neun Meter hoher Wasserfall des Ruisseau de Longiligoutte

## Wirtschaft und Infrastruktur
Nur noch wenige Einwohner von Fresse-sur-Moselle sind in der Land- und Forstwirtschaft beschäftigt. In der Gemeinde sind 18 Landwirtschaftsbetriebe ansässig (Kartoffelanbau, Milchwirtschaft, Zucht von Pferden, Rindern, Schafen und Ziegen). Neben dem Gastgewerbe (Pensionen im Wintersportgebiet) existieren heute kleinere Unternehmen der Holz- und kunststoffverarbeitenden Industrie sowie Handwerksbetriebe. An der Grenze zur Gemeinde Saint-Maurice-sur-Moselle wurde das Gewerbegebiet (ZA du) Pont Jean eingerichtet.
Die stark frequentierte Route nationale 66 (Europastraße 512) von Épinal über den Col de Bussang nach Mülhausen führt durch Fresse-sur-Moselle.

## Belege
1. ↑  Fresse-sur-Moselle auf cassini.ehess
2. ↑  Fresse-sur-Moselle auf INSEE
3. ↑  Landwirtschaftsbetriebe auf annuaire-mairie.fr (französisch)